# Michele Gobbi
Michele Gobbi (Vicenza, 10 augustus 1977) is een Italiaans voormalig wielrenner.

## Belangrijkste overwinningen
2003
- 4e etappe Ronde van Trentino
- GP Industria Artigianato e Commercio Carnaghese
- Trofeo Città di Castelfidardo

2004
- Ronde van Friuli

## Resultaten in voornaamste wedstrijden
| Jaar | Ronde van Italië | Ronde van Frankrijk | Ronde van Spanje |
| ---- | ---------------- | ------------------- | ---------------- |
| 2001 | 128e             |                     |                  |
| 2003 | 74e              |                     |                  |
| 2004 | 93e              |                     |                  |
| 2005 |                  |                     |                  |

| Jaar | Milaan-San Remo | Ronde van Lombardije |
| ---- | --------------- | -------------------- |
| 2001 |                 |                      |
| 2003 | 134e            | 75e                  |
| 2004 | 22e             |                      |
| 2005 | 152e            |                      |